# Curt Close
Pour les articles homonymes, voir Close.
 (décembre 2014).
Si vous disposez d'ouvrages ou d'articles de référence ou si vous connaissez des sites web de qualité traitant du thème abordé ici, merci de compléter l'article en donnant les références utiles à sa vérifiabilité et en les liant à la section « Notes et références ».
Curt Close est un auteur-compositeur interprète, producteur et réalisateur de documentaires né à Waremme en Belgique, le 23 octobre 1975.

## Biographie
Curt Close, à dix-neuf ans, rencontre Pierre Rapsat, auteur-compositeur interprète incontournable en Belgique, qui devient son maître à penser et ami avec lequel il écrira plusieurs chansons. Plus tard, Curt rencontrera Nicolas Varak, producteur à Paris, qui lui fera signer un contrat chez East West (Warner Music France) pour enregistrer son premier album Le Vent se lève.
Philippe Delettrez en assure la réalisation et les arrangements. Les enregistrements ont eu lieu à Paris, ainsi qu'à Los Angeles, avec la crème des musiciens français et américains, Jean Mora aux claviers, Emmanuel Vergeade aux guitares, Denis Benarrosch aux percussions, Marc Berthoumieux à l'accordéon, Didier Dessers à l'écriture des cordes, Abraham Laboriel Senior (Michael Jackson, Elton John) à la basse, Abraham Laboriel Junior (Sting, Paul MC Cartney, Johnny Hallyday, Mylène Farmer) à la batterie, Brad Cole (Phil Collins) aux piano et claviers. Le Vent se lève sort en mars 2002 et contient deux francs succès : Le Vent se lève, et Ton image.
En 2004, Catherine Lara  fait appel à Curt Close afin qu'il interprète le rôle de Merlin dans sa comédie musicale Graal, parue en janvier 2005.
En 2009, Curt Close forme le groupe Enfantsonic avec les musiciens-producteurs Londoniens Archie et Jonny Dyke connus pour leurs collaborations avec James Morrison, Amy Mcdonald, Beyonce... L'auteur Jean-Jacques Thibaud signe les paroles du groupe.
En 2015 il réalise le documentaire The greenhouse of the future, sorti en Amérique du Nord, traitant de l'autonomie alimentaire.

## Filmographie
- 2015 : The Greenhouse of the Future (DVD & eBook)